# Gave d'Oloron
La gave d'Oloron (o lo gaver, lo gave de Sauveterre) è un fiume francese che scorre nel dipartimento dei Pirenei Atlantici e in quello delle Landes, nella regione della Nuova Aquitania.

## Geografia
|  |  |

La gave d'Oloron nasce a Oloron-Sainte-Marie con la confluenza dei due torrenti pirenaici gave d'Aspe e gave d'Ossau.
Scorre fino al confine di Peyrehorade, ove si unisce alla gave de Pau per formare la Gaves réunis, fiume di breve percorso, tributario del fiume Adour.
Il corso della gave d'Oloron vera e propria è di 149,1 km.

## Dipartimenti e centri urbani attraversati
Pirenei Atlantici
| - Abitain - Andrein - Araujuzon - Araux - Aren - Athos-Aspis - Audaux - Auterrive - Autevielle-Saint-Martin-Bideren - Barraute-Camu - Bastanès - Bugnein | - Carresse-Cassaber - Castagnède - Castetbon - Castetnau-Camblong - Dognen - Escos - Estos - Géronce - Guinarthe-Parenties - Gurs - Jasses - Laàs | - Ledeuix - Léren - Méritein - Montfort - Moumour - Narp - Navarrenx - Oloron-Sainte-Marie - Oraàs - Orin - Ossenx - Poey-d'Oloron | - Préchacq-Josbaig - Préchacq-Navarrenx - Saint-Dos - Saint-Gladie-Arrive-Munein - Saint-Pé-de-Léren - Saucède - Sauveterre-de-Béarn - Sus - Susmiou - Verdets - Viellenave-de-Navarrenx |

Landes
- Peyrehorade
- Sorde-l'Abbaye

## Affluenti principali
- alla sinistra orografica:
  - Vert,
  - Joos
  - Lausset
  - Saison (o gave de Mauléon).
- alla destra orografica:
  - Escou
  - Auronce
  - torrente Heurer
  - Saleys.

Il più importante di questi è il fiume Saison, o gave de Mauléon, che bagna la valle della Soule e che si getta nella gave d'Oloron nel territorio comunale di Autevielle-Saint-Martin-Bideren.

## Idrologia
La portata della gave d'Oloron è stata monitorata per 87 anni (1922 – 2008), ad Escos, comune sito a poca distanza della confluenza nelle Gaves réunis. La superficie così esaminata è di 2.456 km², la quasi totalità del bacino del fiume. La sua portata media annua è risultata di circa 102 m³/s.
La gave d'Oloron presenta fluttuazioni stagionali nella sua portata d'acqua ben marcate, com'è in generale per un fiume di montagna. Il suo regime è prevalentemente nivale ma con una componente pluviale molto importante. Le acque di piena sono caratterizzate da un doppio picco, il primo ha luogo nel mese di dicembre, corrispondente alle piogge di fine autunno, con una portata media di 131 m³/s. In gennaio si assiste ad un leggero abbassamento della portata che si prolunga fino a marzo (da 117 a 120 m³/sec per questi tre mesi), essendo gran parte delle precipitazioni trattenute dalla montagna sotto forma di neve. Il secondo picco ha luogo in primavera, in aprile e soprattutto nel mese di maggio, che il corrisponde fondamentalmente al disgelo delle nevi. Esso è caratterizzato da una portata media mensile che va dai 148 ai 161 m³/sec, rispettivamente per ciascuno di questi due mesi. Dal mese di giugno la portata si riduce rapidamente fino alla magra estiva che ha luogo da luglio a settembre inclusi, quando la portata si riduce ai 34 m³/sec del mese di agosto, il che comunque è ancora un buon valore. Tali medie mensili comunque nascondono fluttuazioni più pronunciate nel breve periodo ed a seconda degli anni.
Portata media mensile della gave d'Oloron (in m³/s) misurata alla stazione idrologica d'Escos
Dati calcolati su 87 anni
Nei periodi di magra il VCN3 può cadere fino a 12 m³/sec, il che non può essere considerato grave.
Per quanto riguarda le piene, esse possono essere importanti, come di regola è nei territori montagnosi. I valori di QIX2 e di QIX 5 ammontano rispettivamente a 1.200 e 1.600 m³/s.; il QIX 10 a 1.800 m³/sec e il QIX 20 a 2.100 m³/sec, mentre il QIX 50 a 2.400 m³/s.
La portata massima istantanea registrata ad Escos fu di 1.960 m³/sec il 6 ottobre 1992, mentre il valore massimo giornaliero è stato registrato il 29 novembre 1931 con un valore di 1.920 m³/s.
La gave d'Oloron è un fiume particolarmente ricco di acqua e le precipitazioni medie nel suo bacino ammontano a 1.308 mm annui, il che è superiore di circa quattro volte la media di tutti i bacini di Francia, ma è del tutto normale se confrontata a quelle dei vari corsi d'acqua della regione occidentale dei Pirenei, generalmente molto abbondanti. La portata specifica (o Qsp) si attesta su
41,4 litri al secondo per chilometro quadrato di bacino.